# Asplenium delitescens x laetum
Asplenium delitescens x laetum là một loài thực vật có mạch trong họ Aspleniaceae. Loài này được (Maxon) L.D. Gómez X Sw. miêu tả khoa học đầu tiên năm 1993.